# Culex pseudopruina
Culex pseudopruina är en tvåvingeart som beskrevs av Someren 1951. Culex pseudopruina ingår i släktet Culex, och familjen stickmyggor.
Artens utbredningsområde är Uganda. Inga underarter finns listade i Catalogue of Life.